# Ricardo Portocarrero Caicedo
Ricardo Portocarrero y Caicedo (Bogotá,11 de octubre de 1840-Bogotá, 31 de diciembre de 1897) fue un aristócrata, empresario y hacendado colombiano, miembro del Partido Conservador Colombiano.
Reconocido personaje de la alta sociedad bogotana por ser el fundador y presidente del Jockey Club de Bogotá, una de las instituciones sociales más tradicionales y prestigiosas de Colombia.

## Biografía
Ricardo Portocarrero y Caicedo nació en Bogotá, República de la Nueva Granada (actual Colombia), el 11 de octubre de 1840, en el seno de una familia aristocrática de la ciudad, con parientes militares de Irlanda y Venezuela.
En 1861, a los 21 años, Ricardo fue oficial de la Compañía de la Unión de Bogotá. Destacó como benefactor del Asilo de Locos y de la niñez desvalida de la ciudad, organizando actividades benéficas junto a su esposa y su amigo personal, el polímata conservador Alberto Urdaneta Urdaneta. Junto con Federico Montoya, fue propietario de un hipódromo en el actual barrio Muequetá de Bogotá. También integró la Junta del Camino de Occidente, encargada de la reparación del Puente de los Mártires en 1873, tras sufrir daños por una avalancha. 
Al año siguiente, formó parte de la Junta de Embellecimiento del Parque de San Diego en Bogotá y dirigió trabajos de mantenimiento en el camino hacia el norte, en el tramo del Hotel Santander, por lo que fue nombrado inspector ad honorem de dicha vía, además colaboró junto a Nepomuceno Sanz de Santamaría, Luis María Pardo, Carlos Schloss y Bendix Koppela proponer la primera invitación al público bogotano para la contribución de la construcción de un parque para recreación y paseo, la propuesta tomó forma y diez años después la ciudad estrenó El Parque del Centenario.
En 1875, participó nuevamente con Sanz de Santamaría en la redacción de los estatutos del Banco de Colombia. Además, fue accionista en la Compañía Nacional del Ferrocarril del Norte del país, junto con el empresario Juan Manuel Dávila Pumarejo. Además fue cónsul de Venezuela en Bogotá.

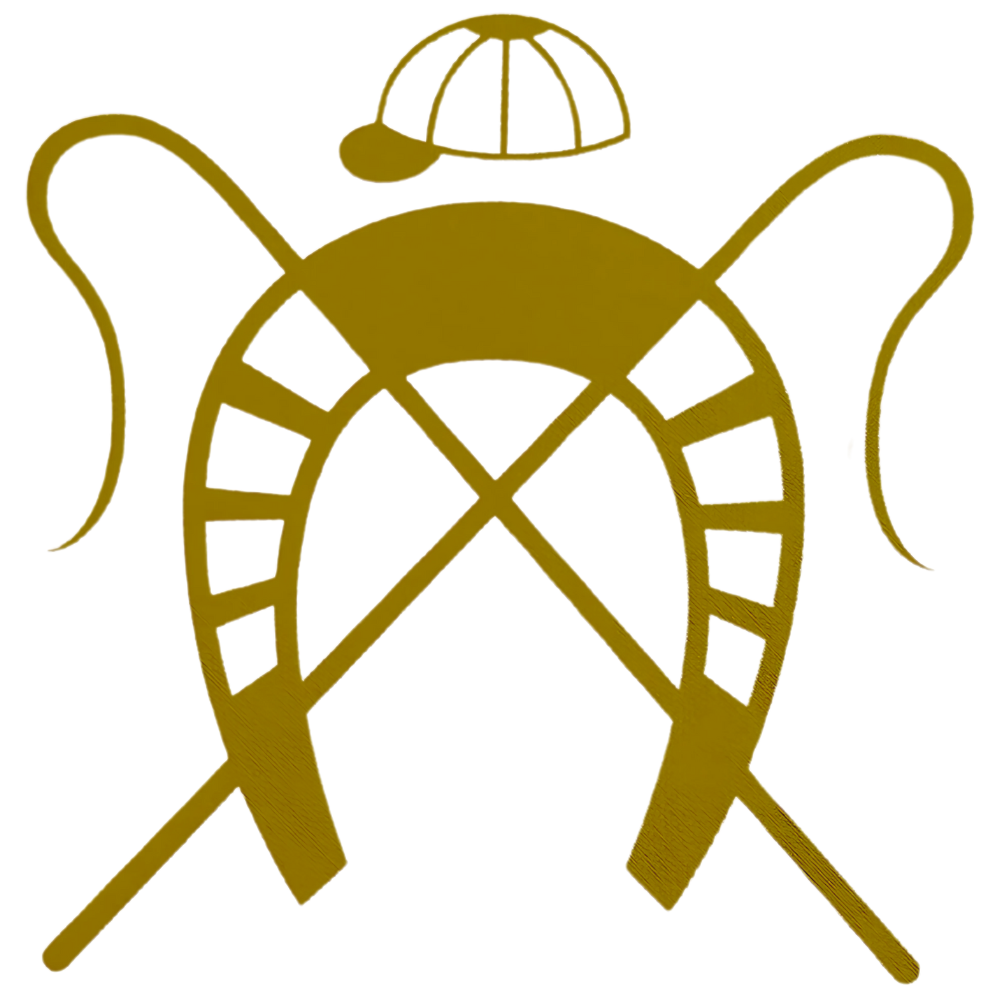

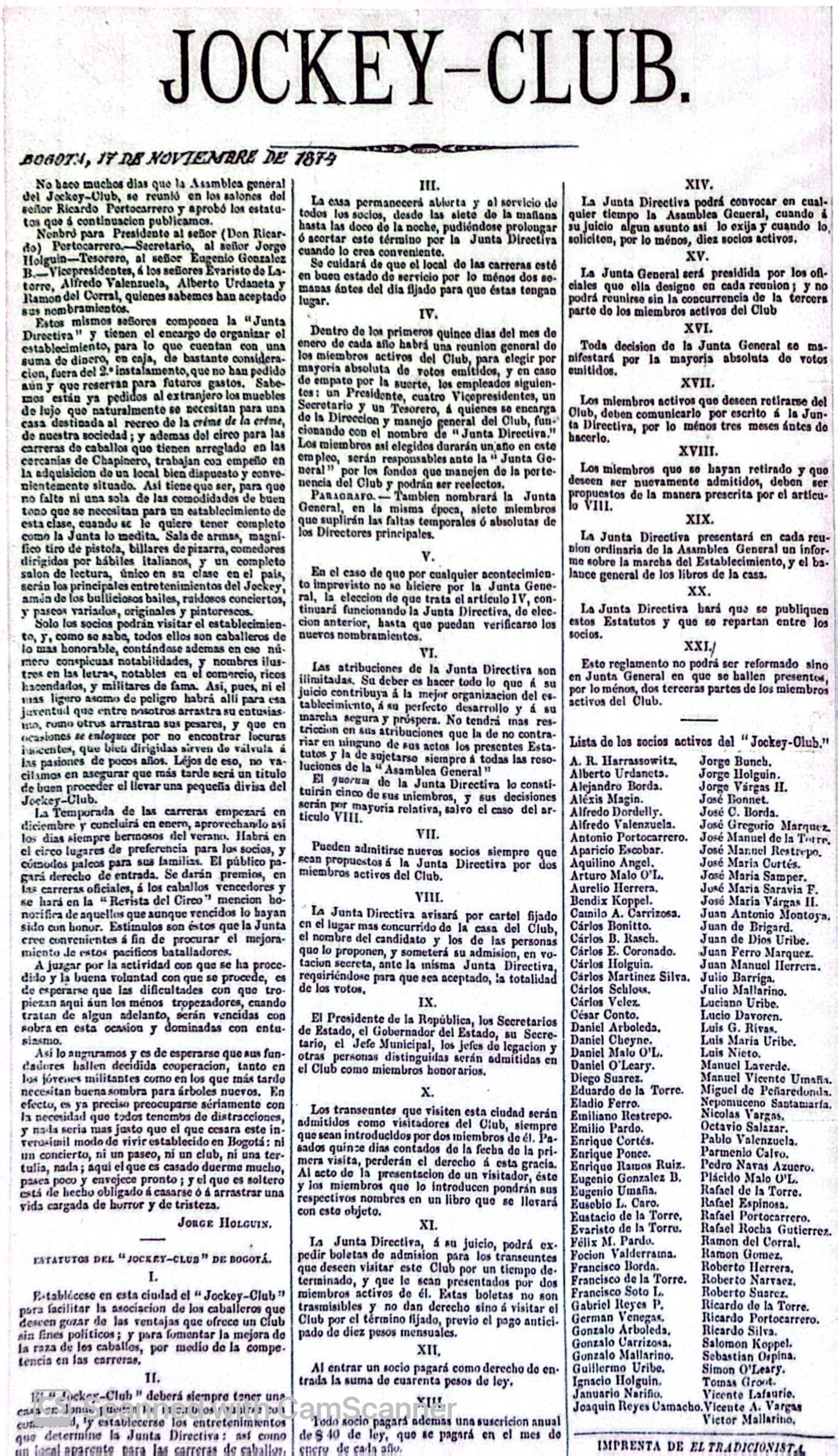
Estatutos del Jockey Club de Bogotá

### Fundación del Jockey Club de Bogotá
El existente Jockey Club de Bogotá fue fundado en 1874 por Ricardo Portocarrero y Caicedo junto a otros 33 socios destacados de la élite bogotana entre los que se encontraban varios presidentes de Colombia como Salvador Camacho, Santos Acosta, Carlos y Jorge Holguín Mallarino. Inspirado en los exclusivos clubes londinenses del siglo XIX y los clubes de caballeros, el Jockey Club se estableció como un espacio de tradición y encuentro para la aristocracia y la alta burguesía colombiana, promoviendo actividades sociales, culturales y deportivas, como tertulias, cenas, paseos, bienvenidas y especialmente las actividades relacionadas con la hípica.
Desde su creación, el club ha contado entre sus miembros con influyentes personalidades de la política, la economía y la vida social del país, incluyendo a la mayoría de los presidentes de Colombia desde el siglo XX. Su papel fue fundamental en la consolidación de la aristocracia colombiana, actuando como un símbolo de estatus y poder en la sociedad capitalina. A lo largo de su historia, el Jockey Club ha sido testigo de importantes decisiones y eventos que han influido en la vida política y social de Colombia.

## Familia
Ricardo Portocarrero y Caicedo provenía de una de las familias más ilustres de la aristocracia virreinal e independentista de Colombia, con una herencia que combinaba linajes nobiliarios españoles y próceres de la independencia de Colombia. Sus padres eran José María Portocarrero y Ricaurte y Dolores Caycedo y Sanz de Santamaría.
Su padre era bisnieto de los Marqueses de San Jorge de Bogotá, Jorge Miguel Lozano de Peralta y su esposa Tadea González Manrique, quienes fueron figuras clave en la estructura social del Virreinato de la Nueva Granada. Eran sus tío abuelos los políticos José María Lozano y Jorge Tadeo Lozano, este último reconocido por su papel en la independencia de Colombia y su breve presidencia durante el periodo de la Patria Boba.  Su padre era nieto a su vez del prócer José María Portocarrero y Lozano nieto del político Francisco González Manrique y sobrino nieto de  Antonio González Manrique. Por esa línea, Portocarrero Lozano era primo de los Lozano, de José María Vergara Lozano y de Antonio Ricaurte. Portocarrero, a su vez, estaba casado con una de las primas del político Jerónimo de Mendoza Galavís.
Por otra parte, su madre pertenecía a las familias Caicedo y Sanz de Santamaría, clanes familiares destacados en la vida política y administrativa de la Nueva Granada. Ella era bisnieta del militar Luis de Caicedo y Flórez, quien ocupó el cargo de alcalde de Bogotá, sobrina bisnieta del sacerdote Fernando Caycedo, y sobrina nieta del expresidente Domingo Caycedo (hijo de Luis y sobrino de Fernando); por otra parte sobrina nieta de los intelectuales Manuela y José Sanz de Santamaría, ambos a su turno próceres de la independencia de Colombia.
Su hermana, Clementina, era la abuela de María Vega Jaramillo, quien estaba casada con el abogado Carlos Arango Vélez, siendo ambos padres de María Cristina Arango Vega, que casada con el expresidente Misael Pastrana Borrero, fue la madre del también expresidente Andrés Pastrana Arango.

### Matrimonio y descendencia
El 12 de mayo de 1866, contrajo matrimonio con la venezolana Carolina O'Leary Soublette, hija del militar y político irlandés Daniel Florencio O'leary Burke, general de Simón Bolívar. Carolina era hermana del escritor Simón O'Leary Soublette. Los hermanos O'Leary eran a su vez sobrinos del militar venezolano Carlos Soublette y Jeréz.
Con Carolina, Ricardo tuvo tres hijos: Soledad, Ricardo y Julio Daniel. Este último se desempeñó como alcalde de Bogotá en dos ocasiones a inicios del siglo XX. 